# Estación Dumesnil (Mitre)
Dumesnil es una estación ferroviaria ubicada en la localidad del mismo nombre en el Departamento Colón, Provincia de Córdoba, Argentina.

## Servicios
La estación corresponde al Ferrocarril General Bartolomé Mitre de la red ferroviaria argentina. No presta servicios de pasajeros. Sus vías e instalaciones están concesionadas a la empresa de cargas Nuevo Central Argentino.